# 愛知県道259号草木金沢線

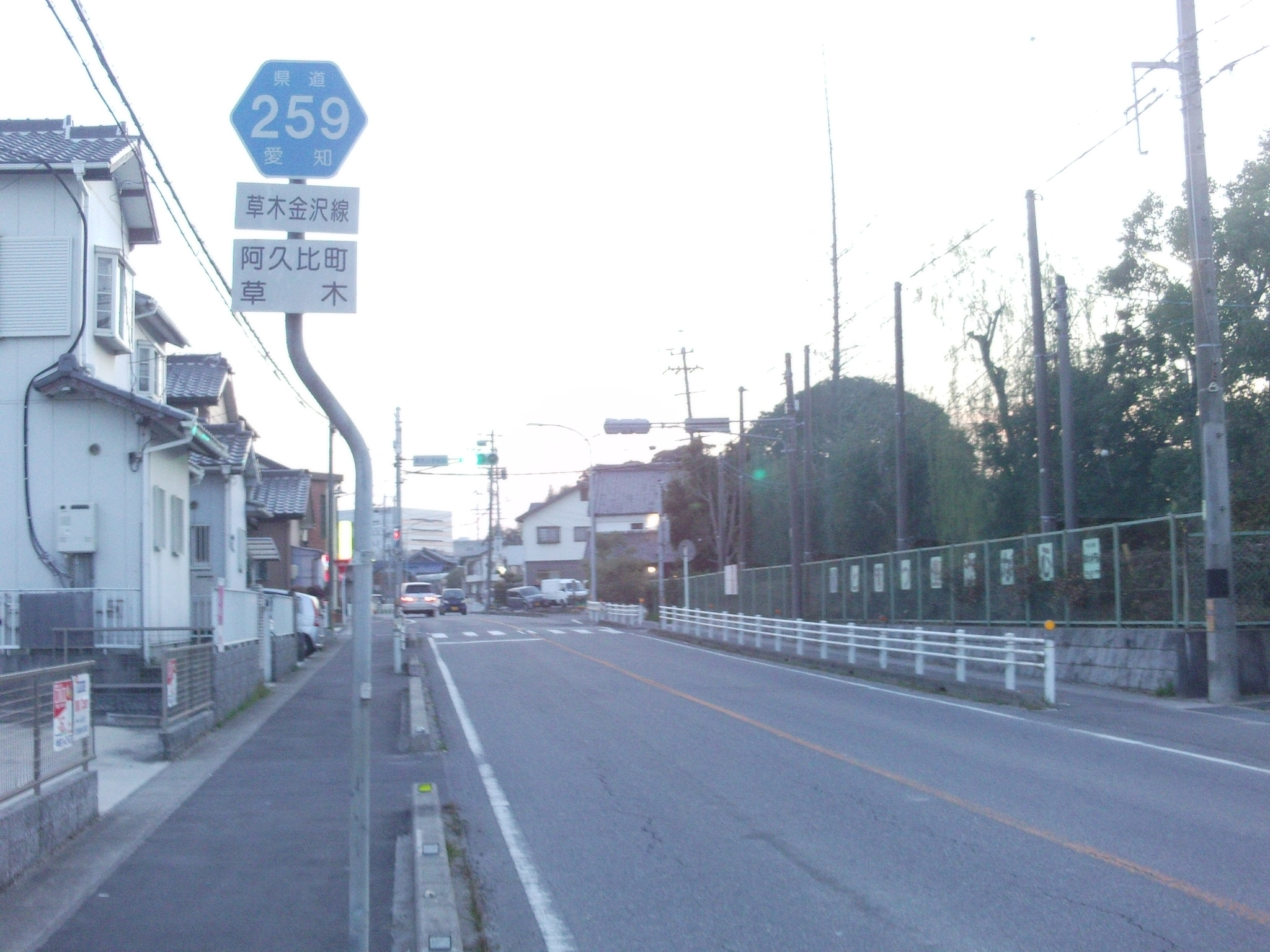
阿久比町草木（阿久比町立草木小学校付近）

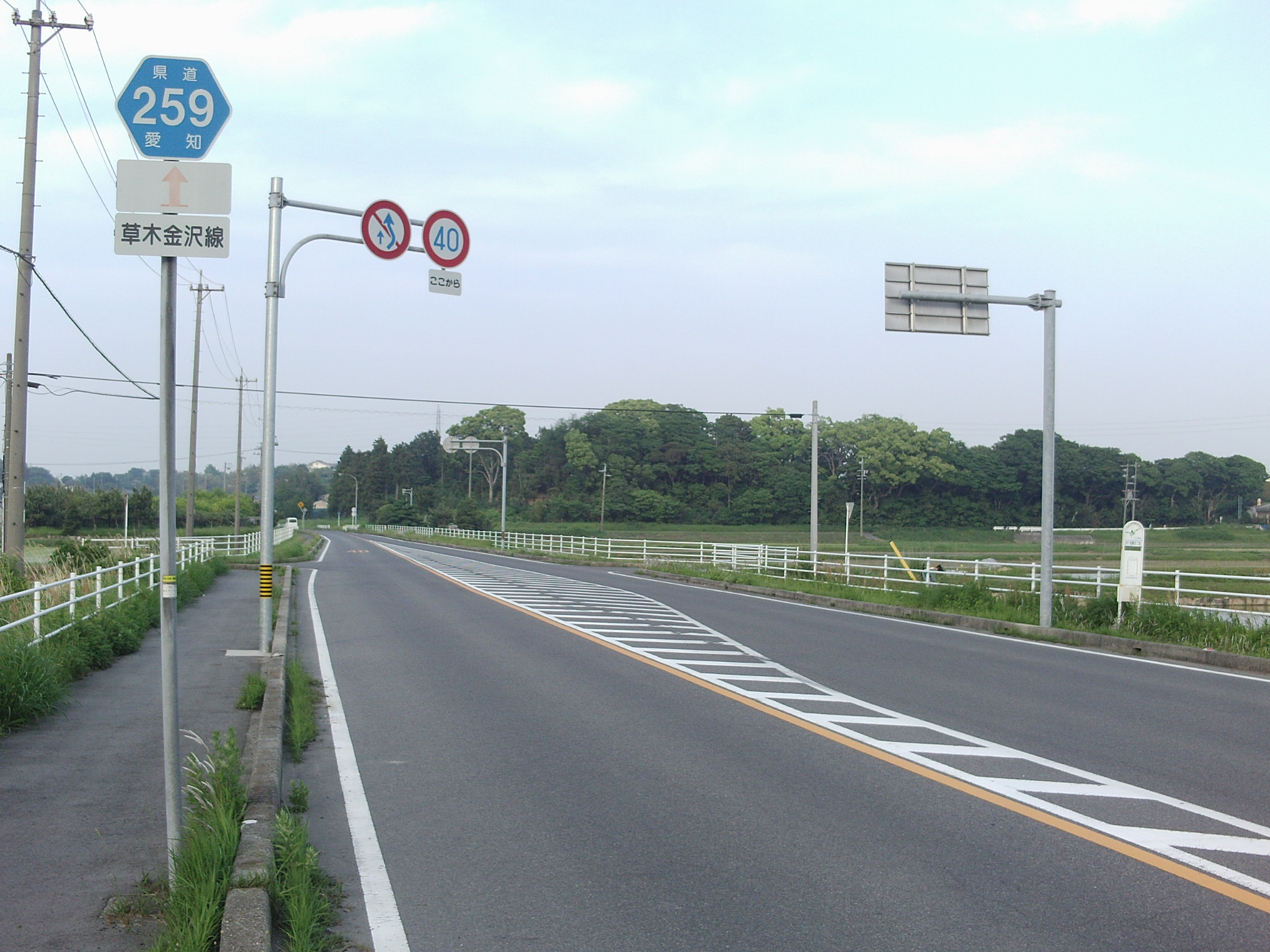
知多市の金沢側（旭南）

愛知県道259号草木金沢線（あいちけんどう259ごう くさぎかなざわせん）とは、知多郡阿久比町から知多市へ至る一般県道である。

## 概要

### 路線データ
- 起点：愛知県知多郡阿久比町「草木」交差点（愛知県道46号西尾知多線）
- 終点：愛知県知多市「旭南5丁目」交差点（国道155号）

## 沿革
- 1959年12月15日：認定

## 地理

### 通過する自治体
- 知多郡阿久比町
- 知多市

### 交差する道路
- 愛知県道46号西尾知多線（「草木」交差点）
- 愛知県道252号大府常滑線（「大興寺」交差点）
- 国道155号（「旭南5丁目」交差点）

### 沿線
- 阿久比町立草木小学校
- デンソー阿久比製作所
- デンソーウェーブ本社
- 旭東公園・知多墓園
- 知多市立旭南中学校
- 旭公園